# Ligne de Segré à Angers-Saint-Serge
La ligne de Segré à Angers-Saint-Serge est une ligne de chemin de fer régionale française à écartement standard et à voie unique du département de Maine-et-Loire, en région Pays de la Loire, aujourd'hui déposée et fermée.
Elle constitue la ligne 518 000 du réseau ferré national.

## Histoire
La ligne est mise en service le 23 décembre 1878,, aussi bien pour les voyageurs que pour les marchandises par la Compagnie des chemins de fer de l'Ouest,. Trois allers-retours quotidiens sont alors proposés en 1h20.
Le service des voyageurs cesse en 1942. Le viaduc de la Maine est dynamité par les allemands le 9 août 1944. Le trafic de marchandises ne reprend qu'en 1950 mais la ligne est fermée l'année suivante entre Montreuil-Belfroi et Segré. Le trafic n'est donc maintenu pour les entreprises que jusqu'à Montreuil. En 1995, le trafic cesse sur cette dernière portion jusqu'au pont sur la Maine. Du viaduc de la Maine à Montreuil-Juigné, la plateforme est convertie en itinéraire pour les cyclistes en 2017.

## Tracé
La ligne franchit la Maine par un pont-cage de 120 mètres de long. Pour éviter d'avoir à construire deux points, l'un sur la Sarthe, et l'autre sur la Mayenne, cette dernière est détournée pour se jeter dans la Sarthe quelques mètres plus au nord. Ce pont est appelé localement « pont de Segré » et officiellement « Viaduc de La Maine » par SNCF Réseau. Ce pont ne repose que sur ses deux culées et une seule pile en pierre au milieu.